# Kara stop & go
Kara stop & go, kara postoju w boksach – w Formule 1 kara zmuszająca kierowcę do postoju na swym stanowisku serwisowym w boksach przez 10 sekund, przy czym mechanicy nie mogą samochodu naprawiać, dotankowywać bądź zmieniać w nim opon. Na odbycie tej kary kierowca ma 3 okrążenia od momentu otrzymania informacji o niej; jeśli po trzech okrążeniach nie zjedzie do boksów, zostanie zdyskwalifikowany. Kary otrzymane w ciągu ostatnich pięciu okrążeń wyścigu nie muszą być odbywane – w takim wypadku do końcowego czasu wyścigu danego kierowcy dodaje się 25 sekund.